# Ludwig Glaser (Physiker)
Ludwig Karl Richard Glaser (* 4. September 1889 in Berlin; † wahrscheinlich 1945) war ein deutscher Physiker, der ein führender Vertreter der nationalsozialistisch geprägten „Deutschen Physik“ war.

## Leben und Wirken
Glaser studierte am Polytechnikum und der Universität Berlin und am Imperial College London. Er promovierte an der Universität Breslau als Ingenieur und arbeitete 1915 bis 1921 bei der Firma Krupp, zu der schon sein Vater mit seinem Ingenieurbüro enge Beziehungen hatte. Gleichzeitig gab er 1916 bis 1921 Glasers Annalen heraus. Er war ein Protegé von Johannes Stark und Philipp Lenard. Als Schüler von Stark an der Universität Würzburg hatte er Schwierigkeiten sich zu habilitieren, was ein Grund war, warum Stark die Universität 1922 verließ. Glaser habilitierte sich in Würzburg 1921 mit einer Arbeit über Prüfung, Leistung und Eigenschaften optischer Beugungsgitter und Wege zu deren Verbesserung.
Zum 1. Februar 1932 trat er der NSDAP bei (Mitgliedsnummer 949.382). Er veröffentlichte antisemitische Aufsätze, vertrat wie seine Lehrer Stark und Lenard eine „arische Physik“ und war schon in den 1920er Jahren überzeugter Gegner der Relativitätstheorie und der Quantentheorie, sowohl der älteren von Niels Bohr und Arnold Sommerfeld als auch der neueren.
Ab 1939 war er Assistent von Wilhelm Müller an der Universität München. Er wird am 27. Oktober 1942 in einem Brief von Horst Teichmann an Wilhelm Müller erwähnt, in dem vom Bruch zwischen Müller und Glaser die Rede ist, Glaser aber auch Verdienste in der Physik zugesprochen werden. Müller beschrieb ihn als Autorität auf dem Gebiet (spektraloptischer) Präzisionsmessungen. Mark Walker beschreibt ihn als ambitionierten und kompetenten wissenschaftlichen Unternehmer mit eigenem Labor, der physikalisch-chemische Untersuchungen anbot (Spektralanalyse, Metallurgie) und auch (wie sein Vater) im Patentbereich tätig war.
Um 1941 wurde Glasers öffentliches  Auftreten auch den Vertretern der Deutschen Physik wie Müller zu exzentrisch und radikal und man schob ihn an die Reichsuniversität Posen ab als provisorischen Direktor eines Instituts für Angewandte Physik. Dort hielt er Vorlesungen über „die jüdische Frage“ in der Wissenschaft. Er bekam Ärger, da er ohne Genehmigung Geräte aus München mitgenommen hatte und einen Windkanal bei einer Firma bestellt hatte, in der sein Bruder beschäftigt war, ebenfalls ohne Genehmigung. Er wurde an die Reichsuniversität Prag abgeschoben, wo er wahrscheinlich (Mark Walker) am Ende des Zweiten Weltkriegs starb.
Glaser war ein Neffe des Patentanwalts und Eisenbahningenieurs Friedrich Carl Glaser (1843–1910), Gründer der Zeitschrift Glasers Annalen für Gewerbe und Bauwesen.
Glaser heiratete 1921.

## Publikationen
- Beiträge zur Kenntnis des Spektrum des Berylliums, Dissertation, Universität Breslau, 1916[13].
- Prüfung, Leistung und Eigenschaften optischer Beugungsgitter und Wege zu deren Verbesserung, J. A. Barth, Leipzig, 1926.